# Zamek w Montsoreau – Muzeum Sztuki Współczesnej
Zamek Montsoreau – Muzeum Sztuki Współczesnej – prywatne muzeum działające od 8 kwietnia 2016 roku. Mieści się ono w budynku o tej samej nazwie, w Dolinie Loary w miejscowości Montsoreau (Maine i Loara). Muzeum zostało założone przez Philippe Méaille, udostępnia zwiedzającym kolekcję sztuki Art & Language zgromadzoną przez niego w ciągu ostatnich 25 lat. Art & Language to kolektyw artystów anglosaskich, który odegrał ważną rolę w historii sztuki konceptualnej. Prezentowana obecnie w zamku kolekcja jest największą na świecie, przedstawiającą dzieła tego kolektywu. Są one również często użyczane innym instytucjom, a do roku 2017 były częściowo wystawione w Muzeum Sztuki Współczesnej w Barcelonie (MACBA).

## Wizerunek

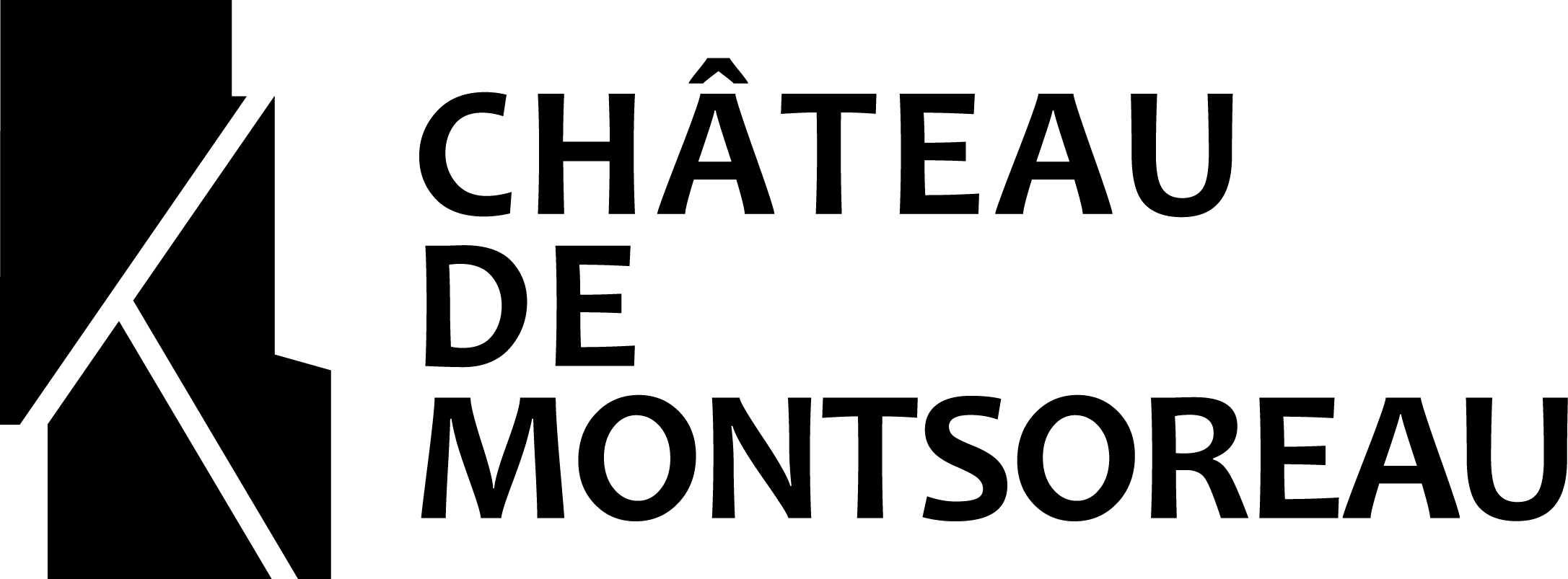

Logo Zamku Montsoreau – Muzeum Sztuki Współczesnej powstało 15 marca 2016.

## Historia
Pierwsza duża wystawa kolekcji Philippa Meaille była obiektem retrospektywy: Art & Language Uncompleted: The Philippe Méaille Collection w październiku 2014 w MACBA. Nawiązujący do wystawy katalog powstał przy współpracy artystów Art & Language i naukowców, między innymi Carlesa Guerra, wówczas głównego
kuratora MACBA, i Matthew Jesse Jacksona, profesora na Wydziale Sztuk Wizualnych i Historii Sztuki na Uniwersytecie w Chicago. Philippe Méaille, mieszkający w Anjou od 15 lat, współpracował z przewodniczącym rady departamentu Maine i Loary nad stworzeniem muzeum sztuki współczesnej w Anjou i nad projektem wystawienia swojej kolekcji w Zamku Montsoreau, położonym wzdłuż Loary, który jest własnością departamentu. W ciągu sześciu miesięcy,podczas których rozpatrywano różne projekty zagospodarowania zamku, w prasie pojawiały się kontrowersyjne artykuły. Frédéric Béatse, wówczas szef listy socjalistycznej w wyborach regionalnych, żałował, iż prawicowa większość departamentu Maine-et-Loire „sprzedaje rodzinne klejnoty”. „Jest to tym bardziej szokujące”, dodawał socjalista, „iż Jacques Auxiette [Prezydent regionu Kraj Loary —
przyp. Red.] proponuje radzie departamentalnej partnerstwo między opactwem Fontevraud i Montsoreau, w celu uatrakcyjnienia sektora turystycznego. Christian Gillet, przewodniczący rady departamentu Maine i Loary, 19 czerwca 2015 r. podjął ostateczną decyzję o długoletniej dzierżawie i przekazał klucze do zamku Montsoreau Philippe'owi Méaille. Jednocześnie snuł refleksje nad sztuką współczesną jako jedną z osi rozwoju kulturalnego i turystycznego dla departamentu Main i Loary.

## Prace konserwatorskie
Na początku XX wieku Zamek w Montsoreau był w ruinie. Uratowała go aktywna polityka konserwatorska departamentu Maine i Loary pod kierownictwem Dyrekcji Budynków Francji. Ostatnie podjęte prace dotyczyły modernizacji zabytku i otwarcia go dla zwiedzających. W sierpniu 2016 roku w zamku została otwarta restauracja.
W tym samym czasie udostępniono bibliotekę z dziełami poświęconymi historii sztuki, współczesnej twórczości i sztuce użytkowej. Tradycyjną techniką wybielania odnowiono bardzo zniszczone wapniowe ściany. Ta popularna w zamkach technika, zapewniła im stałą wilgotność. Podczas przebudowy starego magazynu, murarze odkryli kominek pochodzący z ok. 1450 roku. Wymaga on renowacji, dlatego jest on obecnie badany pod nadzorem Dyrekcji Budynków Francji. Dzięki tym pracom Muzeum Sztuki Współczesnej Zamku Montsoreau dysponuje obecnie prawie 2000 m² powierzchni wystawienniczej. Pod koniec maja 2017, po kilku miesiącach pracy, odbyło się ponowne otwarcie portu zamkowego, dzięki czemu turyści mogli przepłynąć statkiem przez Loarę.

## Architektura
Zamek w Montsoreau to jedyny zamek nad Loarą, który stał się muzeum sztuki współczesnej, i od ponad tysiąca lat jest on również bramą do regionu Anjou. Został zbudowany przez Jana II z Chambes, jednego z ambasadorów króla Francji Karola VII. Wraz z Jacques Coeur, był on pierwszym suwerenem Królestwa, który wprowadził włoski renesans we Francji. W latach 1443–1453 zbudował tuż nad sama Loarą zamek Montsoreau, na podobieństwo powstających w tych samych latach pałaców weneckich. Znajdujący się w centrum Doliny na Loarą zamek, został wpisany na listę światowego dziedzictwa UNESCO. Zwiedzany jest zarówno przez publiczność zagraniczną jak i francuską, a także przez mieszkańców samego regionu Anjou i Touraine.

## Stała kolekcja
Na dwóch pierwszych piętrach zamku prezentowana jest stała kolekcja dzieł, zgromadzonych przez Philippe Méaille. Składa się ona wyłącznie z prac kolektywu artystycznego Art & Language. Dzięki umowie z Tate Moderne w Londynie, już od samego otwarcia możliwe jest wyświetlanie na wystawie muzeum filmu, koprodukowanego przez tę instytucję wraz z Fundacją Bloomberga.
Utworzony w 1968 roku Kolektyw Art & Language, przyjął swoją nazwę od tytułowej gazety „Art & Language”. Składa się z artystów brytyjskich, amerykańskich i australijskich. Ich „cięte” pytania dotyczące statusu artysty i dzieła, a nawet dotyczące samej instytucji, czynią ich jednymi z najbardziej radykalnych postaci w historii sztuki drugiej połowy XX wieku. Kolektyw Art & Language, będący początkiem tak zwanej sztuki konceptualnej, jest nadal aktywny i obecnie reprezentowany przez Michaela Baldwina i Mela Ramsdena. Z
czasem do Art & Language dołączyło prawie pięćdziesięciu artystów, między innymi: Terry Atkinson, David Bainbridge, Michael Baldwin, Ian Burn, Charles Harrison, Joseph Kosuth, Sol LeWitt, Philip Pilkington, Mel Ramsden, Dave Rushton, Mayo Thompson, Kathryn Bigelow, Dan Graham i Lawrence Weiner. W 1977 roku, kiedy to Mayo Thompson, lider eksperymentalnego zespołu rockowego The Red Krayola, opuszcza kolektyw, nadal pozostają w nim Michael Baldwin, Charles Harrison i Mel Ramsden. Na kolekcję Philippe Méaille składają się: obrazy, rzeźby, rysunki, rękopisy, maszynopisy, instalacje i filmy. Carles Guerra powiedział o niej, iż „oprócz zaangażowania i postawy artystów, jest ważna z punktu widzenia archeologicznego ”. Między 2010 r. a 2017 r., ponad 800 dzieł z kolekcji Philippe Méaille było przechowywanych w MACBA w ramach umowy użyczenia. W 2014 r. MACBA przygotowała retrospektywę Art & Language pod kierunkiem Carles Guerra: Art& Language uncompleted: The Philippe Méaille Collection.

### Galeria

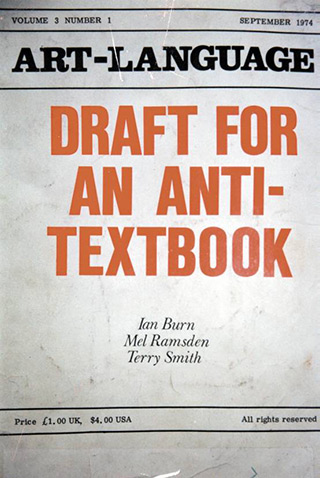
Art & Language: Art & Language: Art-Language, Vol.3 Nr.1, 1974.
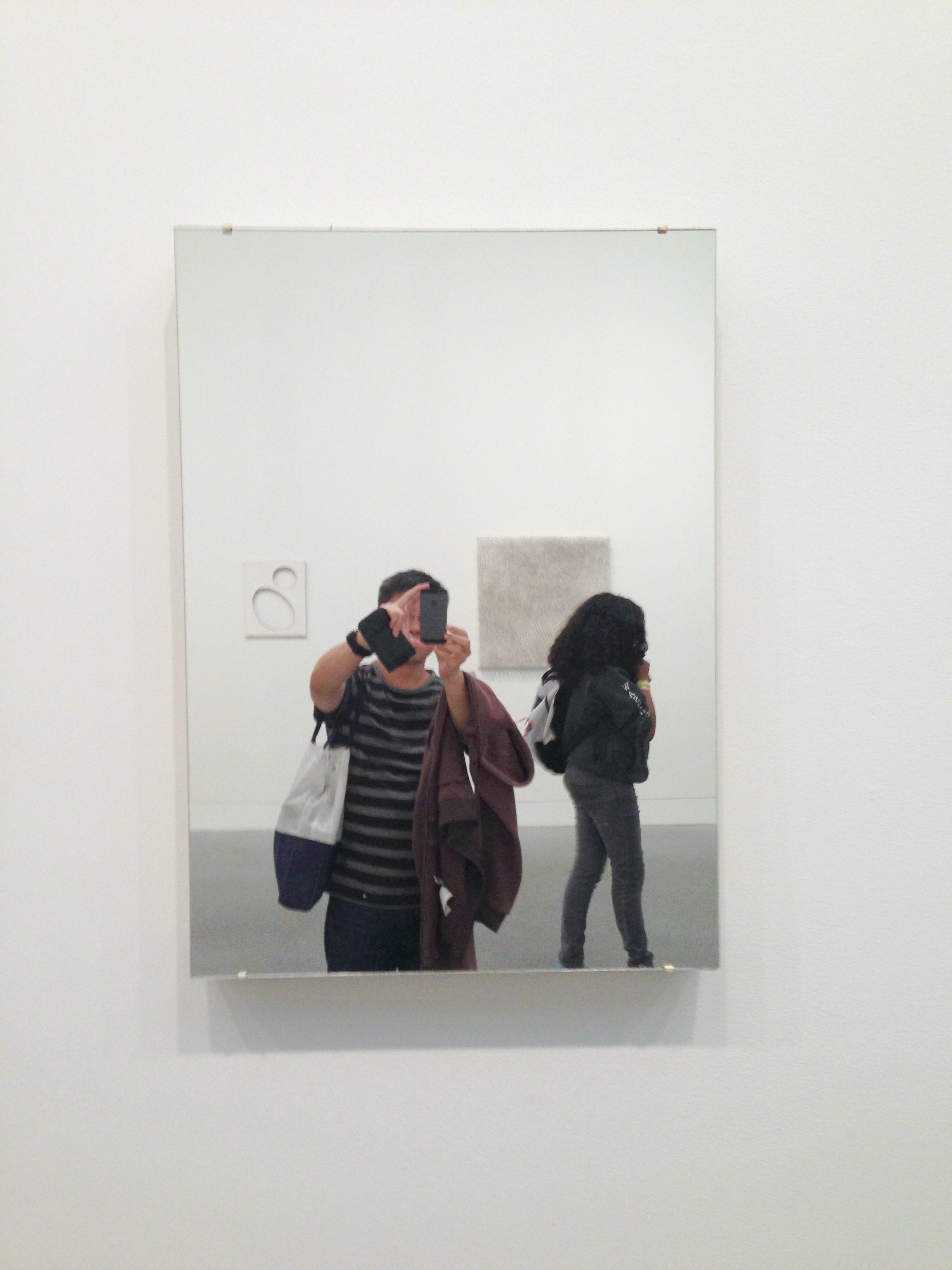
Art & Language: Mirror Piece, 1965.
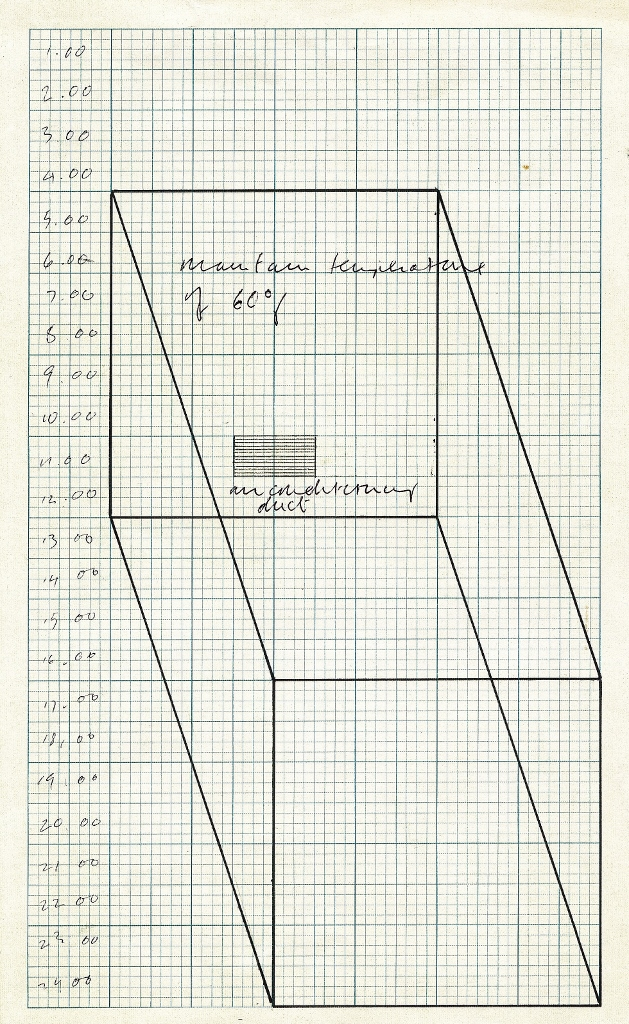
Art & Language (Michael Baldwin): Air-Conditioning Show, 1966-67.
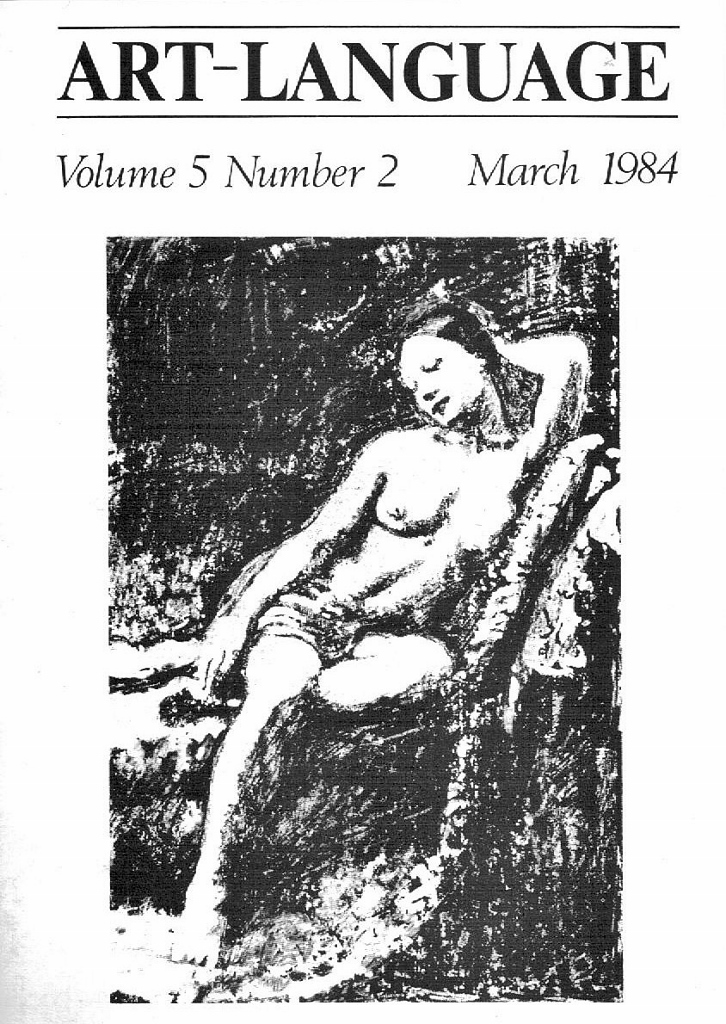
Art & Language: Victorine in Art-Language Vol.5 Nr.2 (1984), 1983.
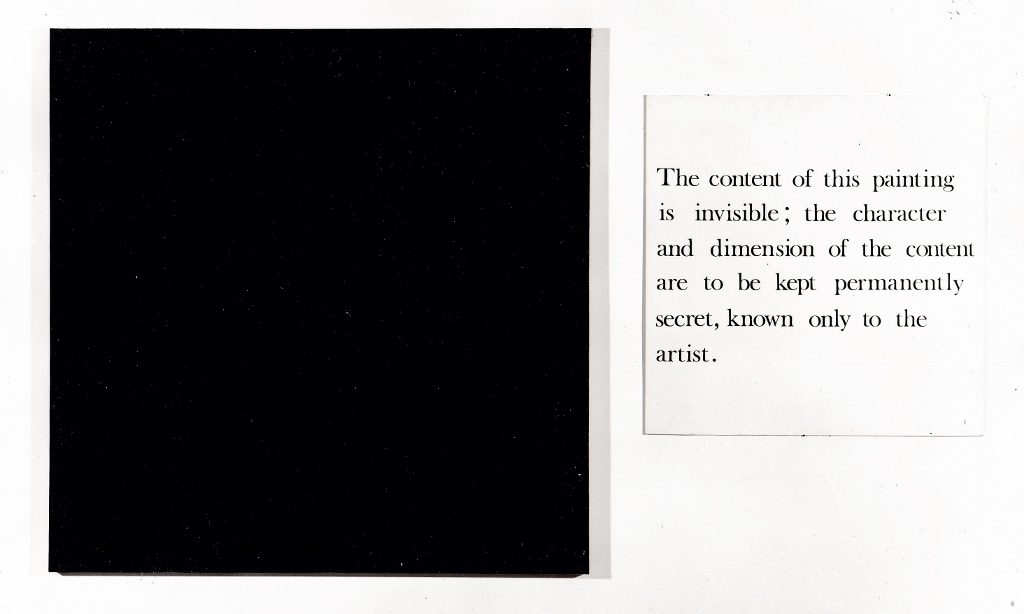
Art & Language (Mel Ramsden), Secret Painting, 1967.
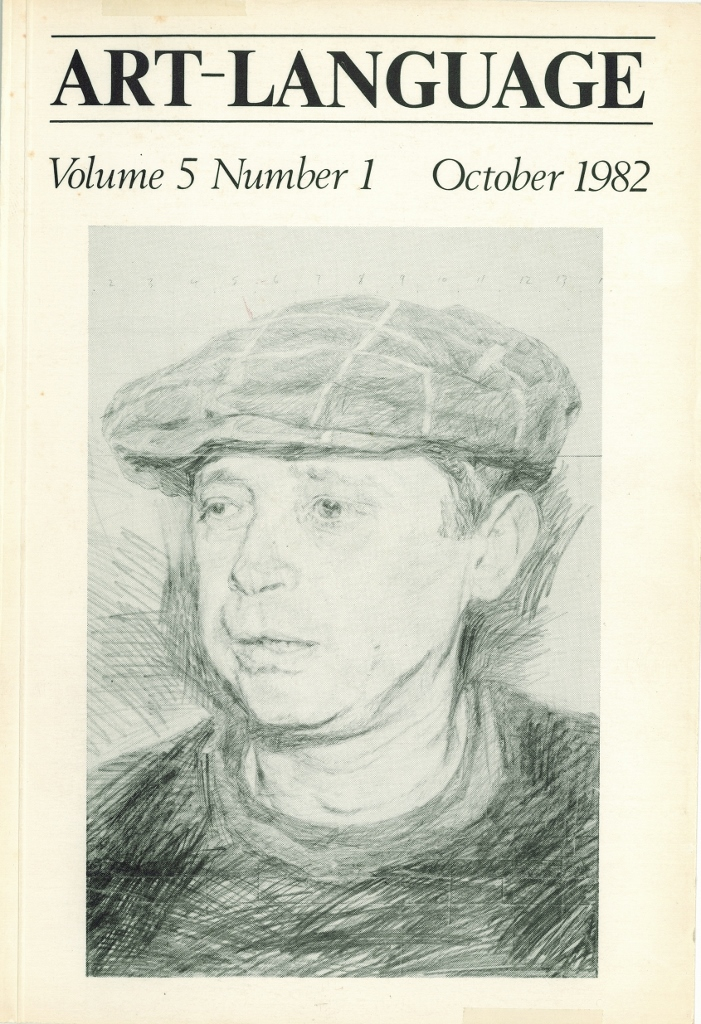
Art & Language: Art-Language Vol.5 Nr.1, 1982.
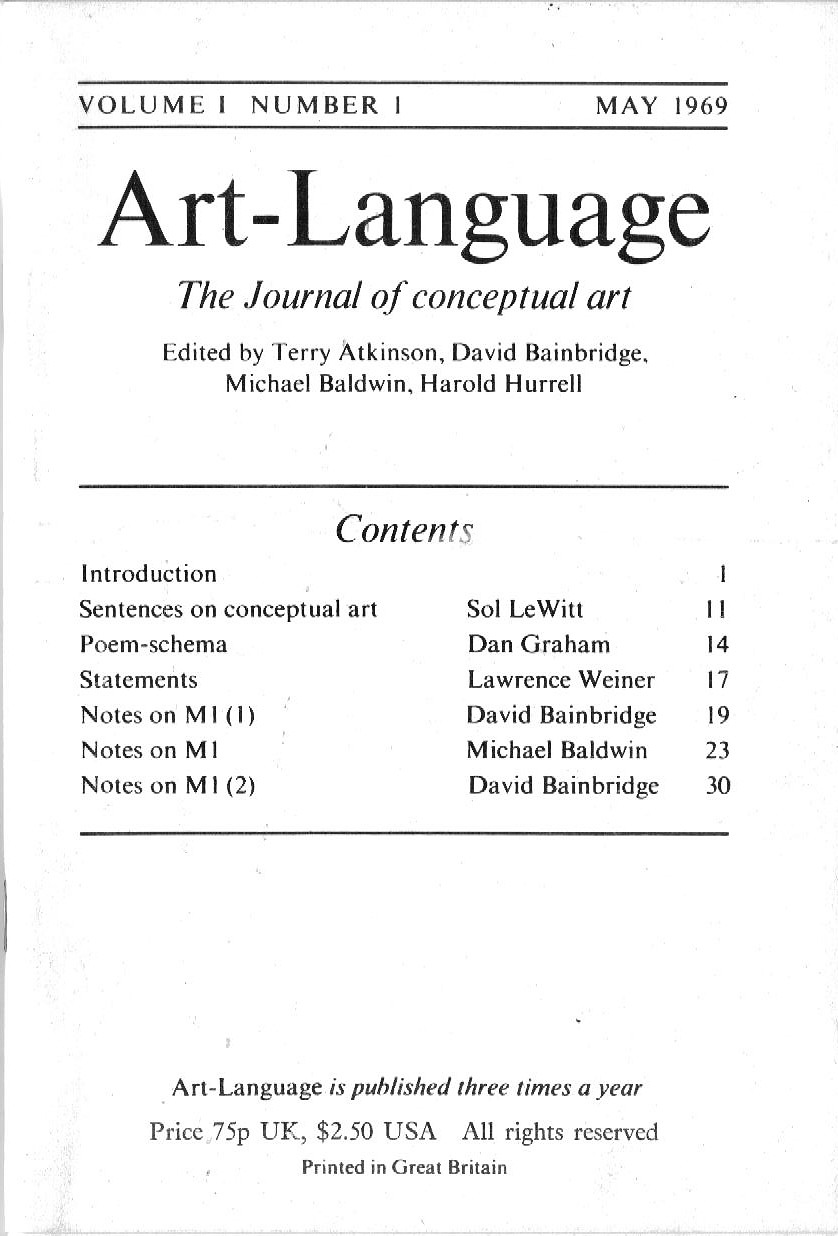
Art & Language: Art-Language The Journal of Conceptual Art, Vol.1 Nr.1, 1969.

## Wystawy i wydarzenia

### Wystawy czasowe
Cykl wystaw czasowych pozwala zwiedzającym odkryć sztukę współczesną od lat 60. do teraźniejszości.
- 2016 : Agnès Thurnauer, Une histoire de la peinture[18]
- 2017 : Ettore Sottsass, Designer du monde[19]
- 2018 : Art & Language, Reality (Dark) Fragments (Light)
- 2018 : Exposition collective, 1968: Sparte rêve d'Athènes[20]
- 2019 : Art & Language, Mappa Mundi.
- 2019 : Roman Signer.[21]
- 2019: Charlotte Moorman. Think Crazy[22]

### Nagroda François Morellet
W 2016 roku Zamek Montsoreau-Muzeum Sztuki Współczesnej, przy współpracy z Narodowymi Dniami Książki i Wina, ufundował Nagrodę François Morellet, która przyznawana jest corocznie wybitnym osobowościom za ich działalność w dziedzinie sztuki:
Laureaci Nagrody François Morellet :
- 2016 r.: Catherine Millet, redaktor naczelna Art Press[23][23]
- 2017 r.: Michel Onfray, filozof[24]
- 2018 r.: Éric de Chassey, dyrektor Narodowego Instytutu Historii Sztuki (INHA)[25]
- 2019 r.: Bernar Venet, artysta[26]

### Konferencje
- 2016 r.:
  - Philippe Méaille, Forumidable, ENSCI, Paryż[27]
  - Art & Language, Philippe Méaille, Guillaume Desanges. Expo Chicago, USA
  - Jackson Pollock Bar Performance: wywiad z Victorine Meurent.
- 2017 r.:
  - Christophe Le Gac : Ettore Sottsass super-héros du design, Zamek Montsoreau - Muzeum Sztuki Współczesnej, Montsoreau.
  - Philippe Méaille, La Valeur de l'art, Państwowa Wyższa Szkoła Sztuk Pięknych w Paryżu, Paryż.
  - Fabien Vallos, Arnaud Cohen, Antoine Dufeu, Chloé Maillet, Protest 1517-2017, Zamek Montsoreau - Muzeum Sztuki Współczesnej, Montsoreau.

### Publikacje
- 2016 r.: Rod Mengham, Un tour chez Agnès Thurnauer.
- 2016 r.: Art & Language, Entretien avec Victorine Meurent.
- 2017 r.: Art & Language, Afisz: Presque un abri pour des choses sans abri.
- 2017 r.: Fabien Vallos, Philippe Méaille, Antonia Birnbaum, Fabrice Hergott, A Constructed World, Louise Hervé et Chloé Maillet, Protest 1517-2017. ISBN 978-2-9557917-0-7
- 2018 r.: Art & Language, Matthew Jesse Jackson, Art & Language Reality (Dark) Fragments (Light).

### Wydarzenia
- 2017 r.: Wild Gardens – Hołd dla Miriam Rothschild Położone wzdłuż Loary ogrody zamku, w roku 2017 przekształciły się w dziko rosnące ogrody. Na ponad jednym hektarze ogród stał się miejscem wolności, różnorodności biologicznej, spokoju i inspiracji, a także nieustannie się rozwija. Miriam Rothschild (1908-2005) z zamiłowania do natury, poświęciła całe swoje życie badaniom naukowym i głęboko zmieniła tradycyjne podejście do ogrodów, zadając pytania nad możliwością tworzenia „naturalnych” ogrodów. Jej własność, Ashton Wold, położona na północ od Londynu, była prawdziwym laboratorium do przeprowadzania eksperymentów środowiskowych i tworzenia, obecnie bardzo powszechnych, dzikich ogrodów. Odrzucając technikę, chemię i interwencjonizm, dziki ogród sprzyja współżyciu rodzimych roślin i chroni otaczającą przyrodę. Odzwierciedla i podtrzymuje równowagę między fauną i florą.

### Museum Week
Od 2017 Zamek Montsoreau - Muzeum Sztuki Współczesnej bierze udział w Museum Week, a także w wydarzeniu Noc Muzeów.

## Polityka użyczania dzieł
Zamek Montsoreau - Muzeum Sztuki Współczesnej prowadzi aktywną politykę użyczania dzieł ze swojej kolekcji muzeom francuskim i międzynarodowym.
- 2016 r.: Art & Language – Kabakov, The Non Objective world, Art Basel, Szwajcaria.
- 2016 r.: Art & Language – Kabakov, The non objective world, Galeria Sprovieri et Jill Silverman Van Coenegrachs, Londyn, Anglia.
- 2016 r.: Collection MACBA 31, MACBA, Barcelona, Hiszpania.
- 2016 r.: Art & Language, Paintings I, 1966 - These Scenes 2016, Galeria Carolina Nitsch, Nowy Jork, USA.
- 2016 r.: Art & Language, Made in Zurich, Galeria Bernard Jordan et Jill Silverman van Coenegrachs, Paryż, Zurych, Berlin.
- 2017-2018 r.: Soulèvements, Jeu de paume, Paryż, Barcelona, Buenos Aires, Meksyk, Montreal.
- 2017 r.: La Comédie du langage, Galeria contemporaine, Chinon, Francja.
- 2017 r.: Art & Language, Kangaroo, Fundacja Vincent van Gogh, Arles contemporain, Arles, Francja.
- 2017 r.: Luther und die avant-garde, Wittenberg, Berlin, Kassel, Niemcy.
- 2017 r.: Art & Language, Homeless stuff, Galerie Rob Tufnell, Cologne, Niemcy.
- 2017-2018 r.: Art & Language, Ten Posters: Illustration for Art-Language, CCCOD, Tours, Francja.